# 亞洲協會香港中心

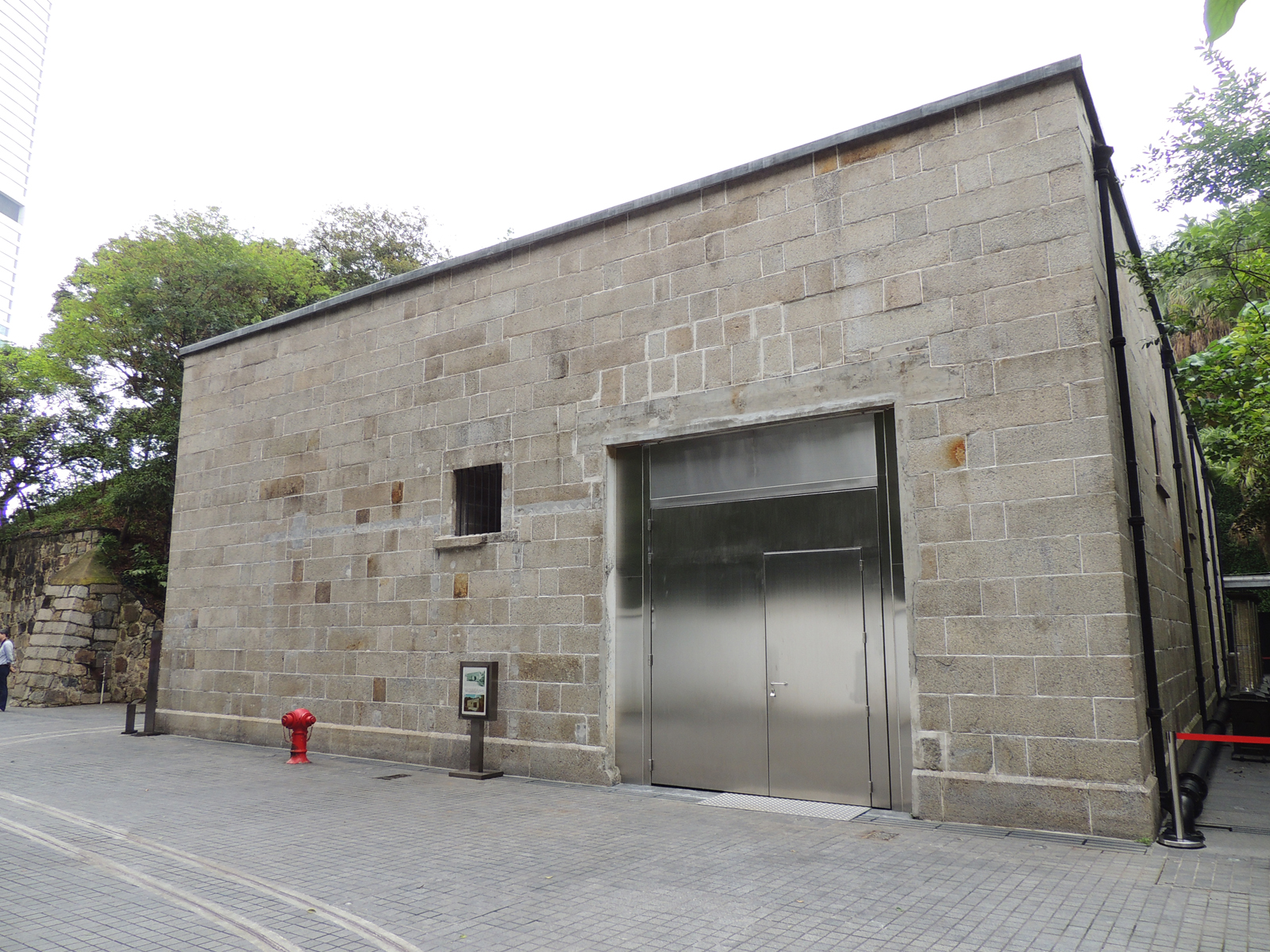
域多利軍營軍火庫

亞洲協會香港中心（英語：Asia Society Hong Kong Center），位於香港島金鐘正義道9號，為亞洲協會香港分會活化保護的建築群，用作舉辦不同的展覽及學術活動，推動亞洲藝術文化和引進新進藝術家、文化界人士的作品。中心於2012年2月9日起正式對外開放。
中心內設古蹟域多利軍營軍火庫（英語：Explosives Magazine of the Victoria Barracks；現稱：香港賽馬會復修軍火庫），位於香港島金鐘正義道9號。軍火庫庫附屬於域多利軍營，四座建築物在1860至1930年代落成，作為儲存與裝填炸藥之用。駐港英軍於1979年遷出軍營後，舊軍火庫遂成為政府工作間及倉庫，其後被亞洲協會香港分會活化保護，於2012年改為亞洲協會香港中心的新會址。
軍火庫上層平台的三個爆炸品貯存庫，被列為一級歷史建築；下層平台的GG樓則列為二級歷史建築。

## 歷史

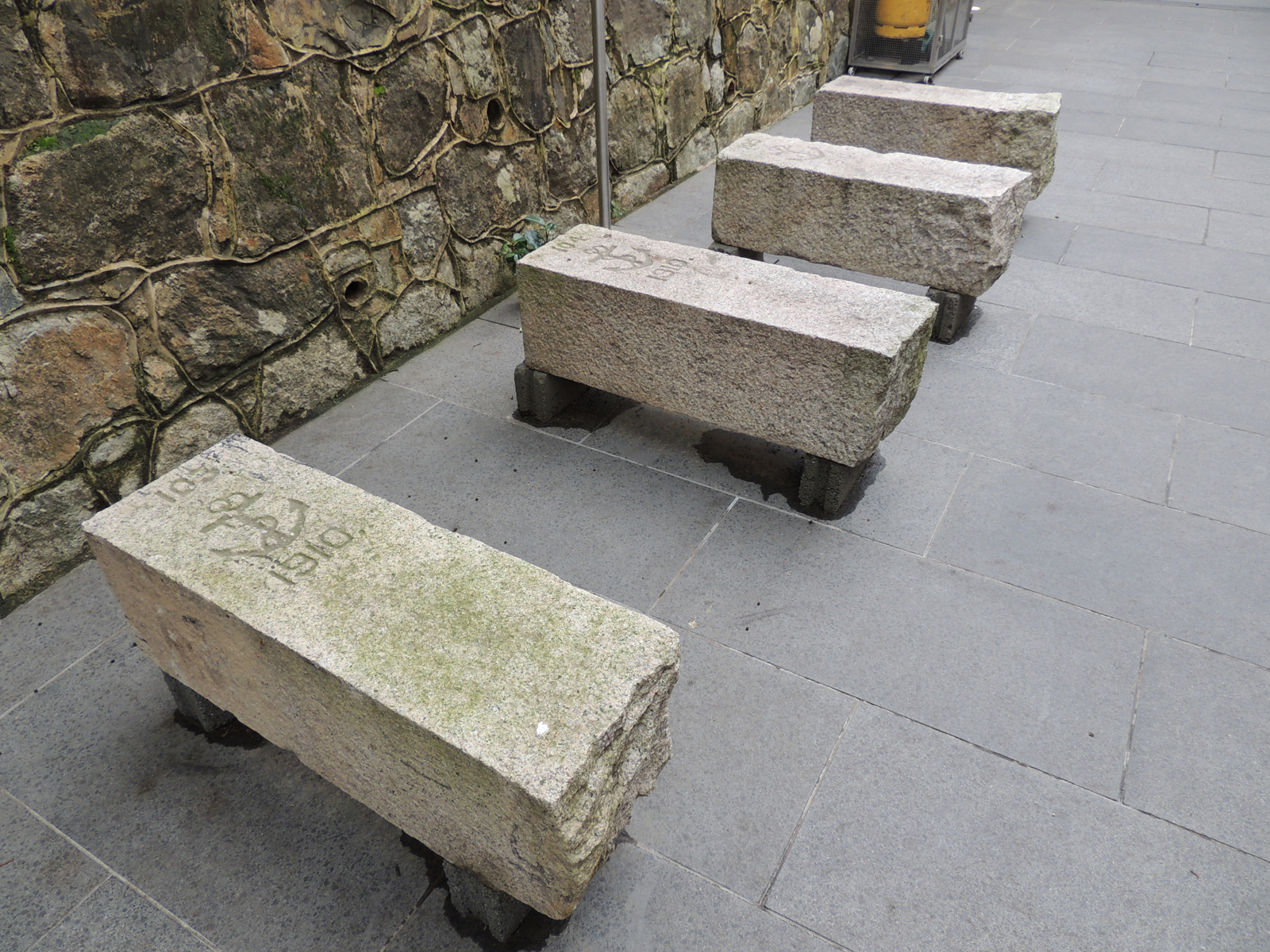
軍火庫內的海軍界石，見證英國皇家海軍曾經長期使用設施

軍火庫主要為域多利軍營貯存與混合火藥，並在此進行處理、包裝、儲存及分發火藥到全港各處的防禦基地。建築群分為上層平台及下層平台，其中位於上層平台的軍火庫及舊實驗室在1868年落成，1901年至1925年間建成軍火庫B，以及兩個用以分隔軍火庫的防爆破安全土堤。英軍在1930年代在下層平台又興建了軍營GG座，作為軍事物資的補給前哨站和火藥庫。
英軍於20世紀初完成擴建後，於1910年將軍火庫移交給英國皇家海軍，至1979年英軍遷出域多利軍營後，軍火庫成為各個政府部門的工作間及倉庫，而GG座則曾用作英國皇家陸軍財務隊的軍餉辦事處、維修承辦商的工作間，以及土力工程處的土芯樣本貯存室，至1980年代起荒廢。

## 保育發展

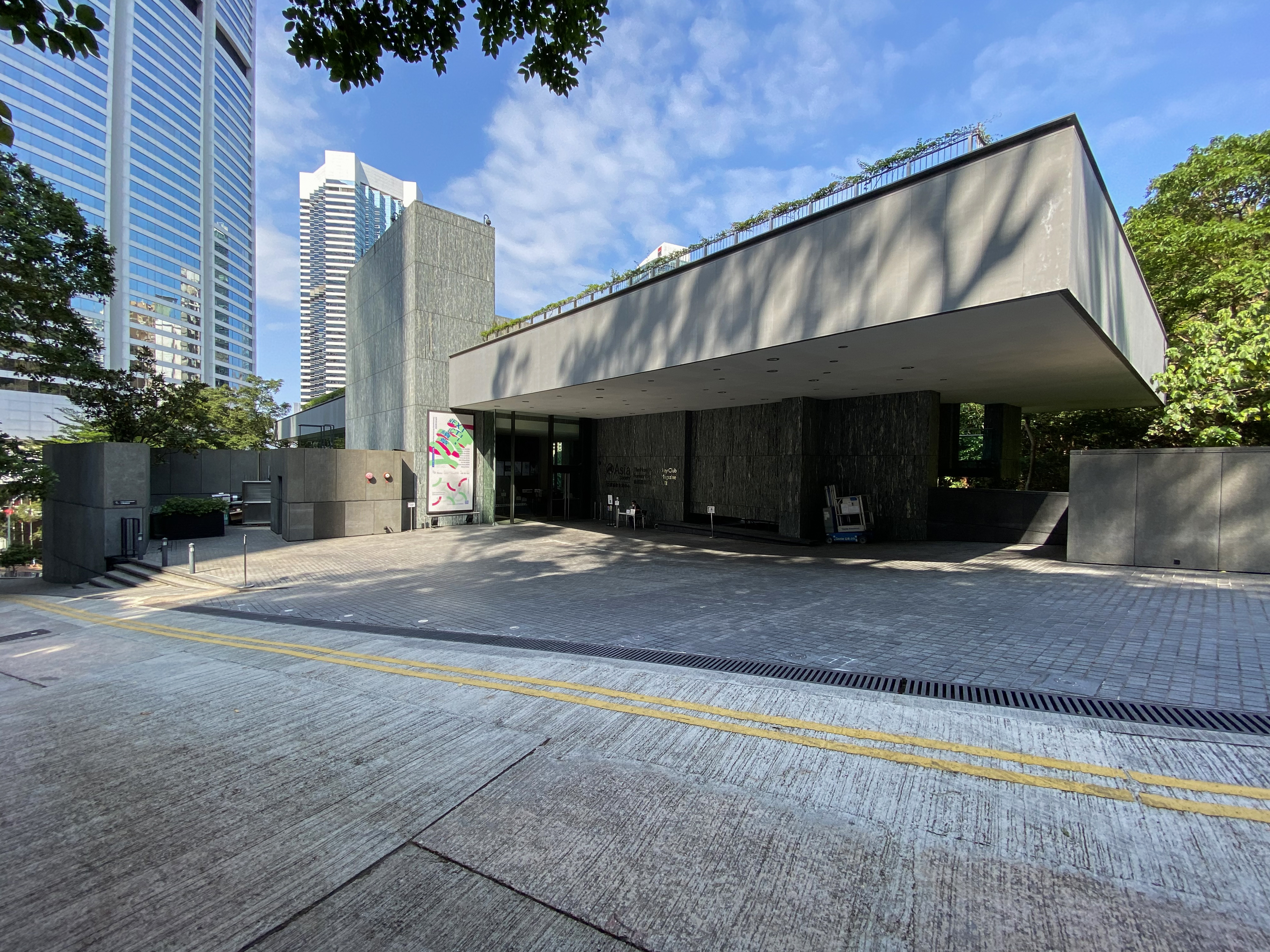
接待館

城市規劃委員會在2002年10月批准亞洲學會提交的規劃申請，於2004年12月向古物諮詢委員會提交保育計畫。2005年9月，獲得私人協約方式批租21年，香港政府收取1千港元作為象徵式租金，亞洲協會香港中心於同年宣布正式借用金鐘正義道前軍火庫作為永久會址，並且以兩億港元進行復修工程，其中香港賽馬會捐出的1.25億元，會址將會以非牟利形式運作，舉辦各種講座、研討會、藝術展覽及電影放映等，所有收益均會撥作維修和營運用途，當時預期於2008年首季落成。
因為工程進行時掘出4支於第二次世界大戰時期遺留下來的大炮，又在工地附近森林內發現有果蝠棲息，是故須要改變架空天橋的設計，以確保工程不會破壞附近的歷史文物和生態環境，工程費用因此由預計的2.05億元倍增近一倍至3.95億元，完工日期亦延期至2012年初。
此外，亞洲協會於2012年2月9日開始開放現址予公眾參觀及租予學校或其他團體使用，同時安排免費的古蹟導賞團，公眾可以於互聯網登記，團體將會安排知名人士或專業導賞員導覽。亞洲協會表明，經政府協議後，只接受與協會宗旨或文化藝術相關的場地租借申請，其他非相關的商業或私人活動，如拍攝婚紗照則免問。

## 設施
- GG行政樓

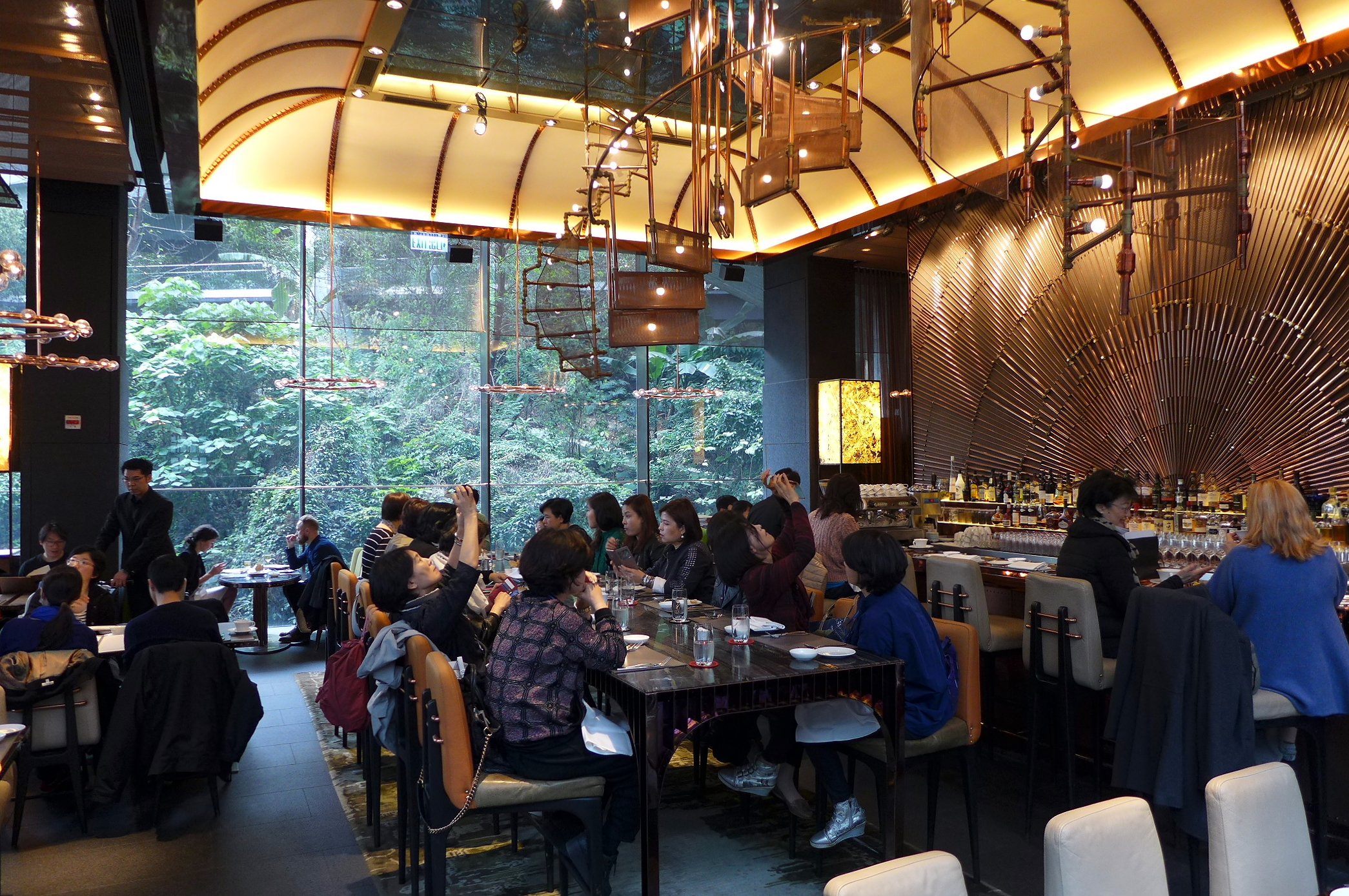
高級酒吧餐廳AMMO樓高5米，採用玻璃屋設計

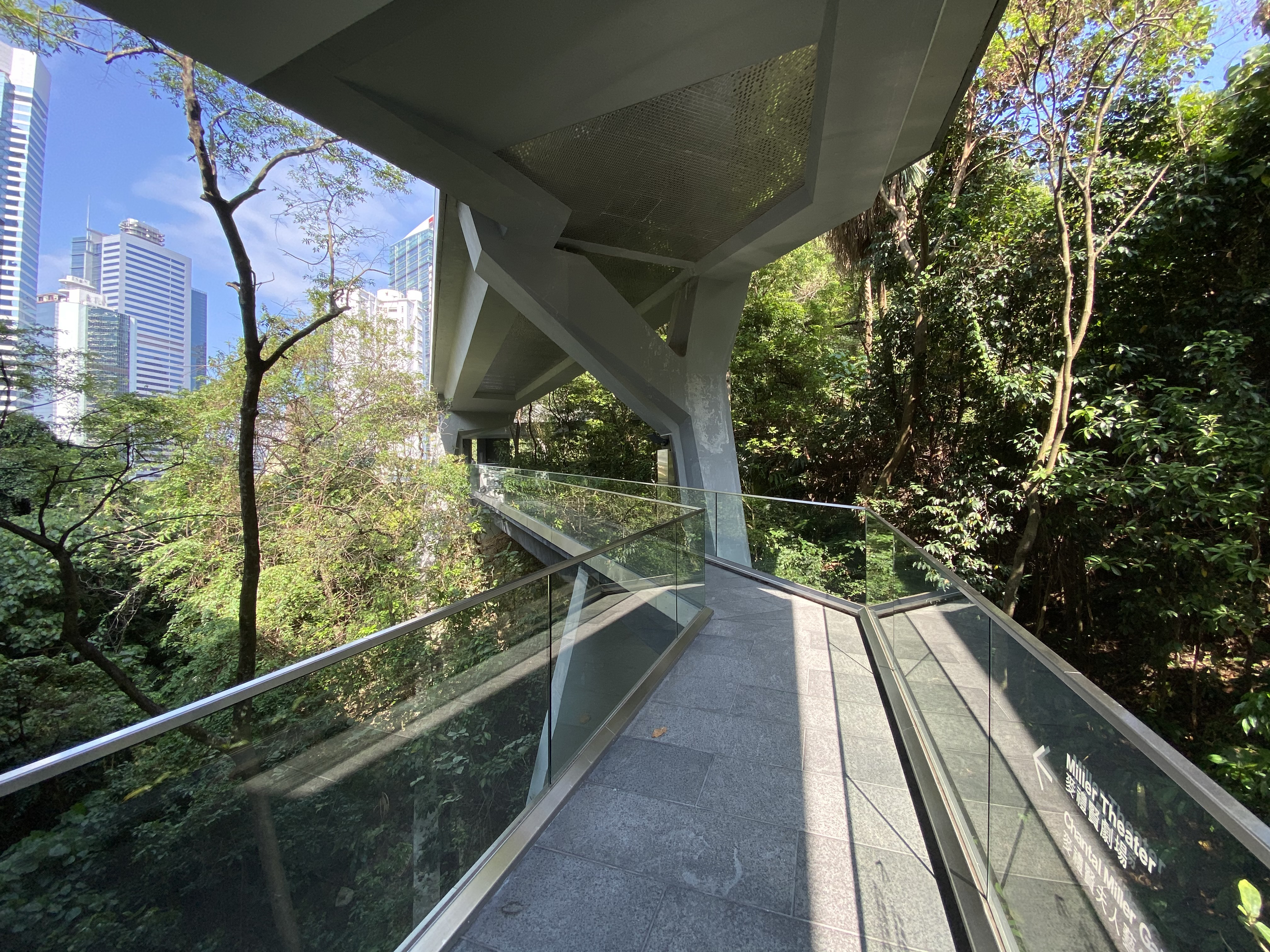
果蝠橋

1930年代興建的建築物，曾作為英國皇家陸軍財務隊的軍餉辦事處、維修承辦商的工作間等用途，更一度被政治部徵用。現作為亞洲協會香港中心的行政辦公室。
- 接待館及行人天橋

新建的建築物，作為亞洲協會香港中心的正門，上層設有接待處、訪客中心及香港賽馬會廳；下層設有由本地星級名廚Tony Cheng及創立The Drawing Room的顧問主廚Roland Schuller策劃的高級酒吧餐廳AMMO及紀念品店。
天台為劉鑾雄空中花園，連接前往上層古蹟區的行人天橋。天橋為保存果蝠棲息地，設計由直線改為臂彎形，上層稱為康本橋，下層則命名為果蝠橋。

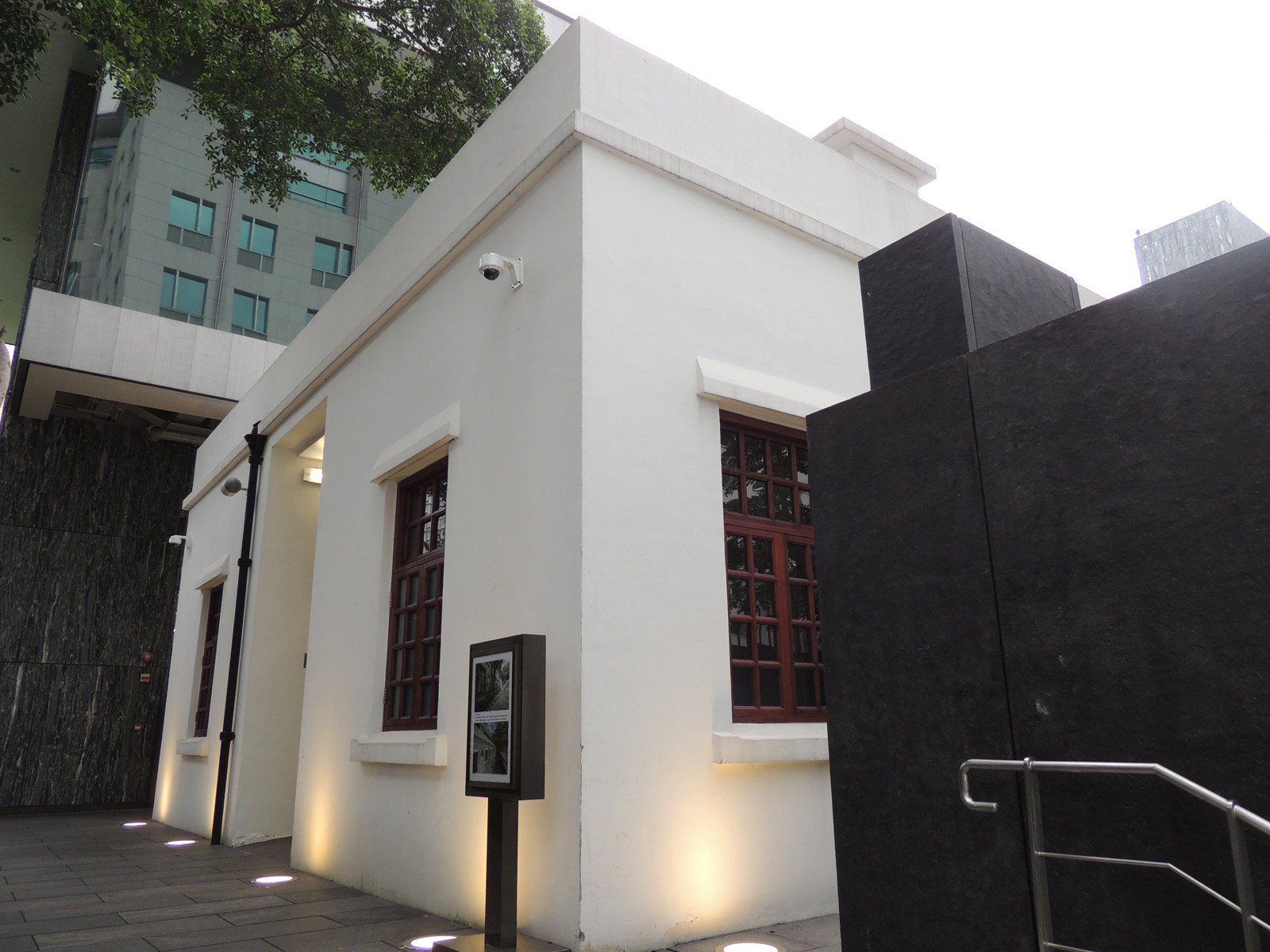
GG行政樓
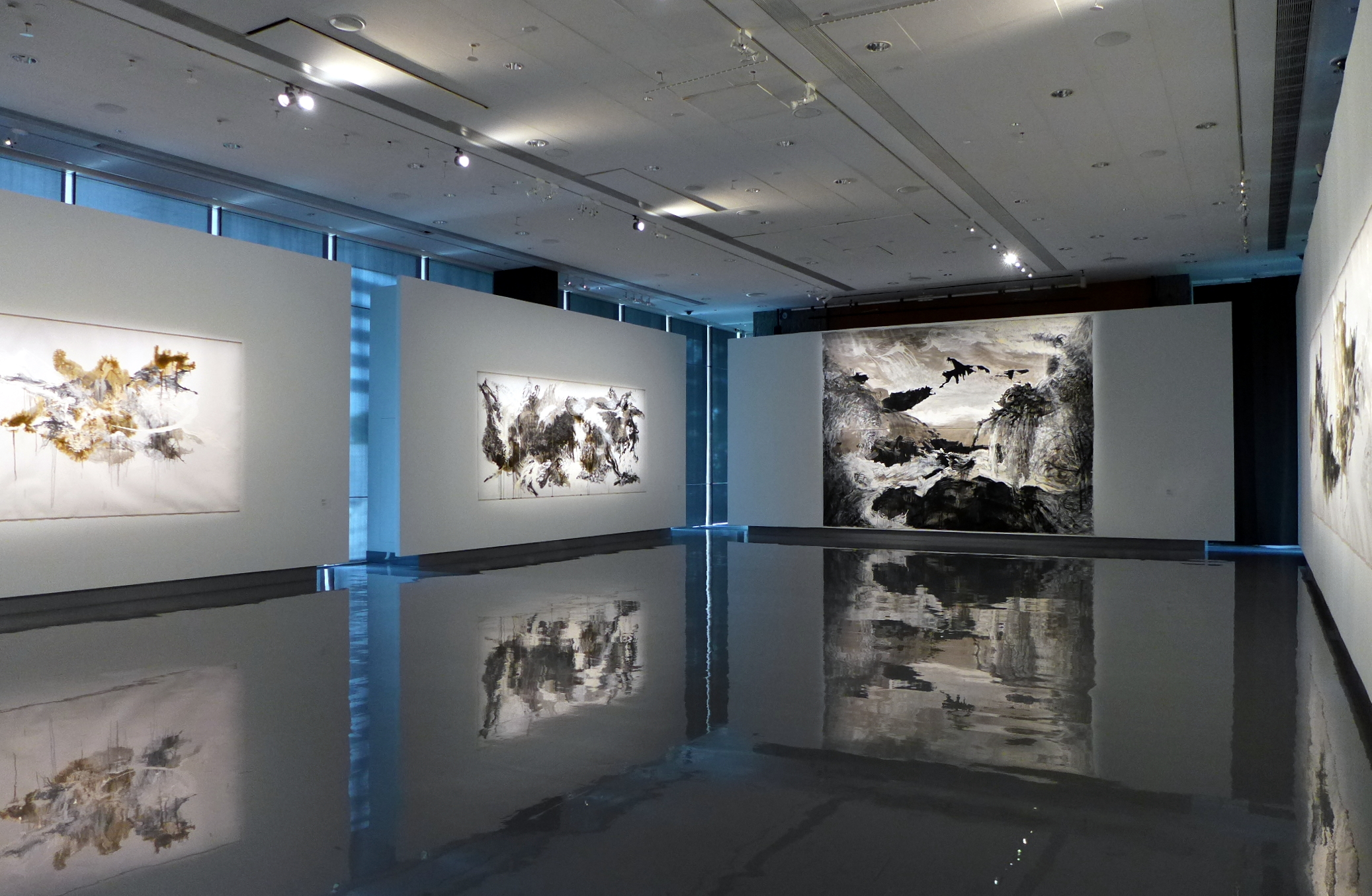
香港賽馬會廳
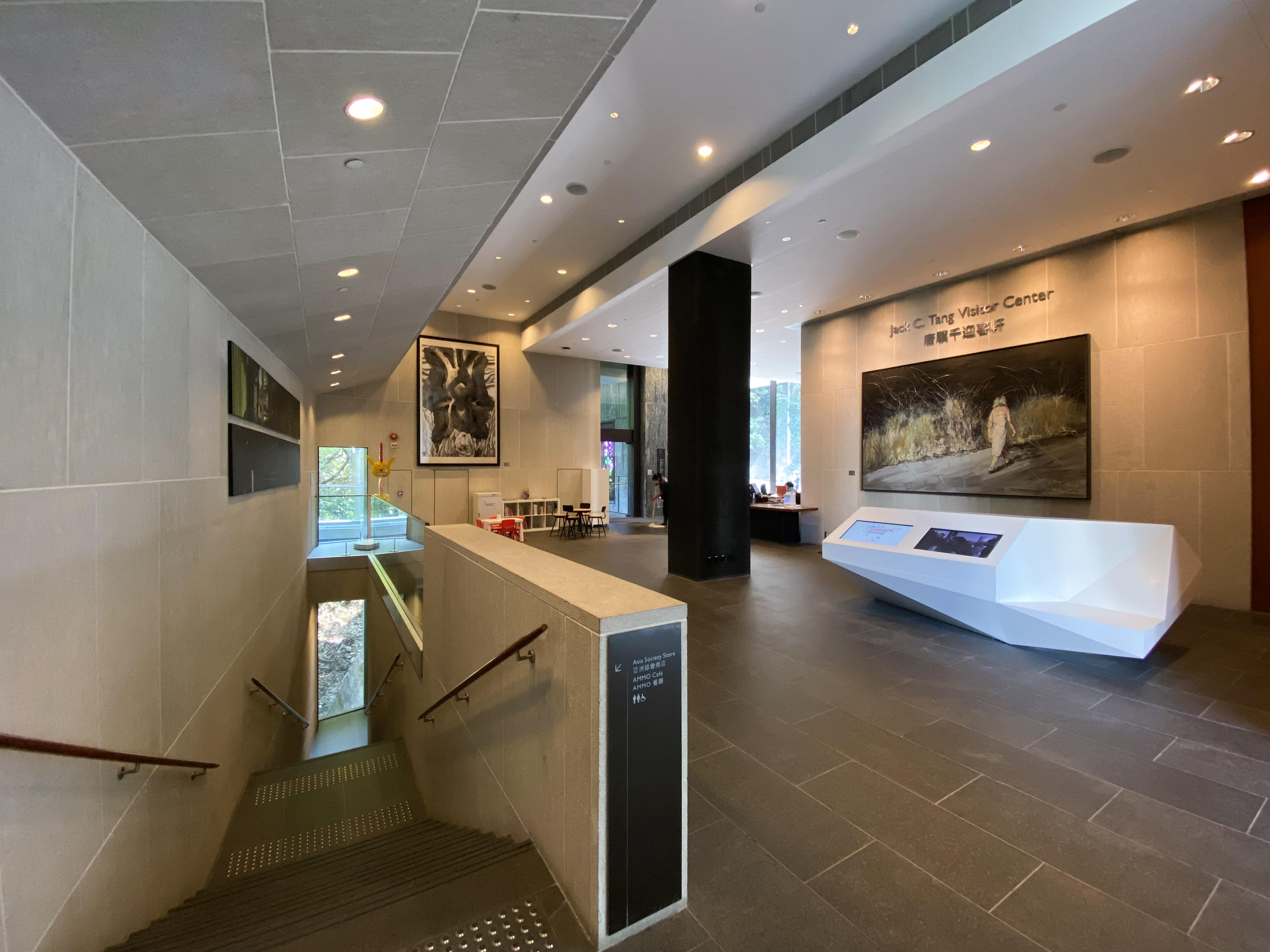
訪客中心
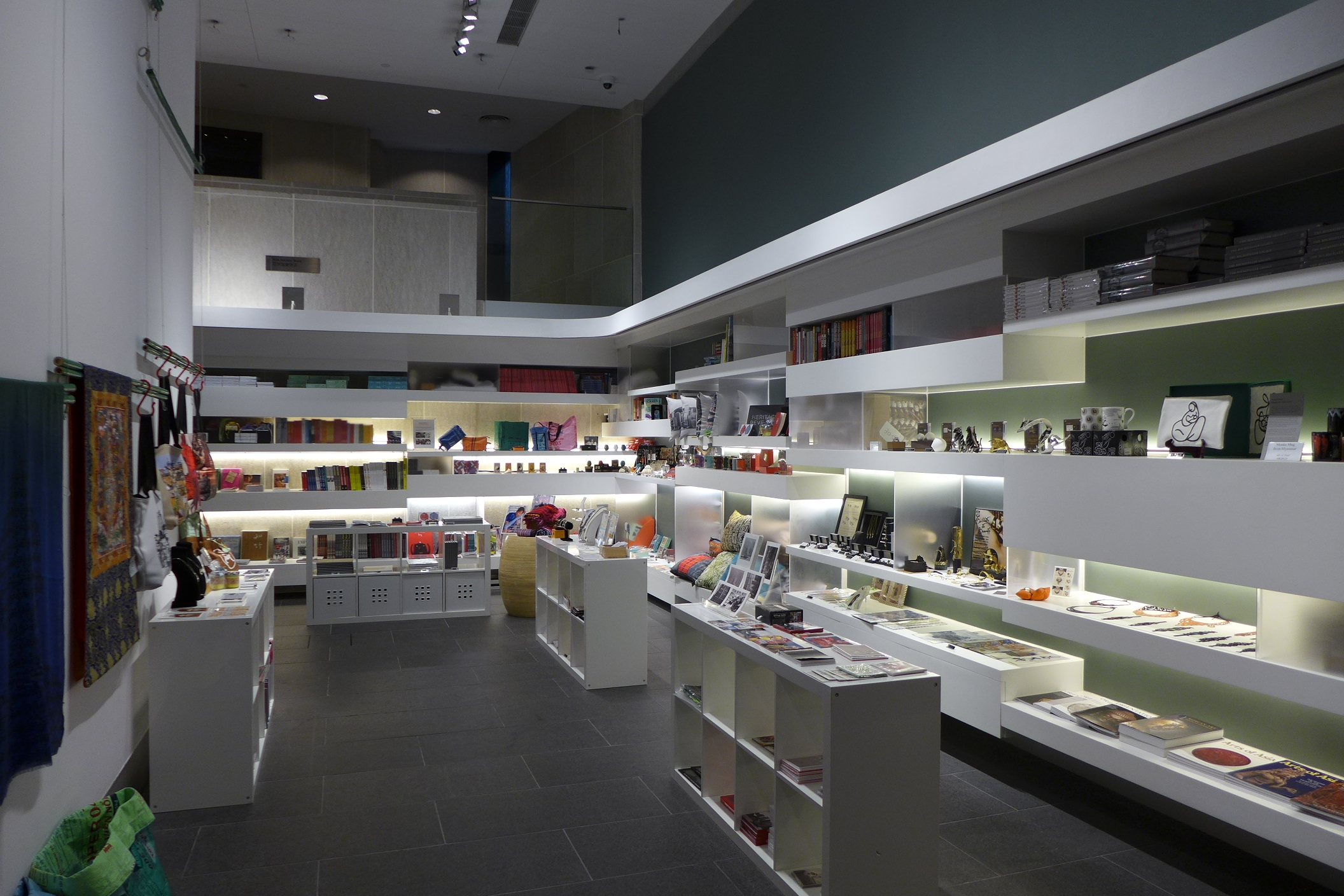
紀念品店
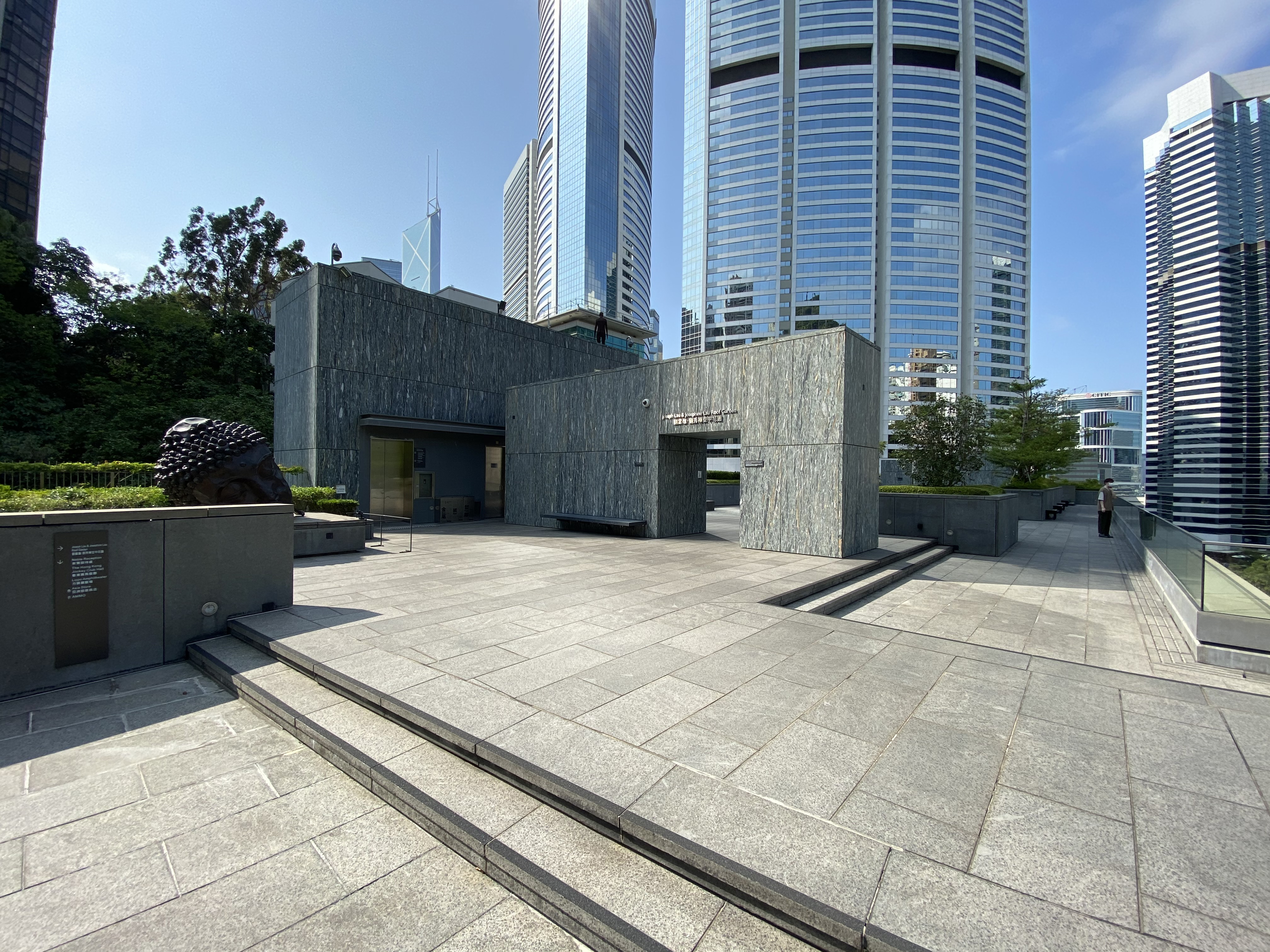
劉鑾雄空中花園

- 火藥軌

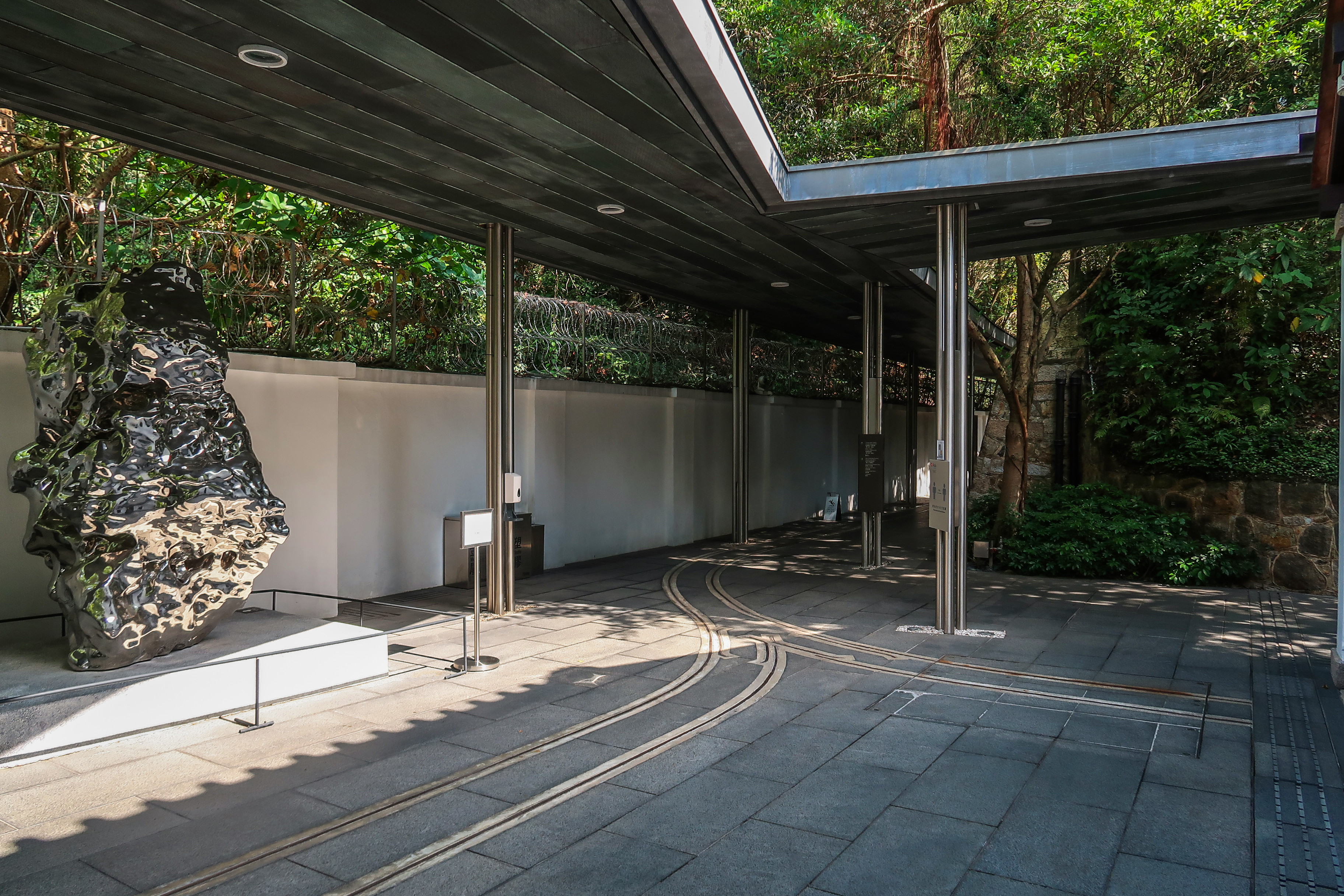
火藥軌

被保留的軌道，原是軍火庫內連輸火藥用，以架空繩道運往金鐘軍器廠街。
- 軍火工場

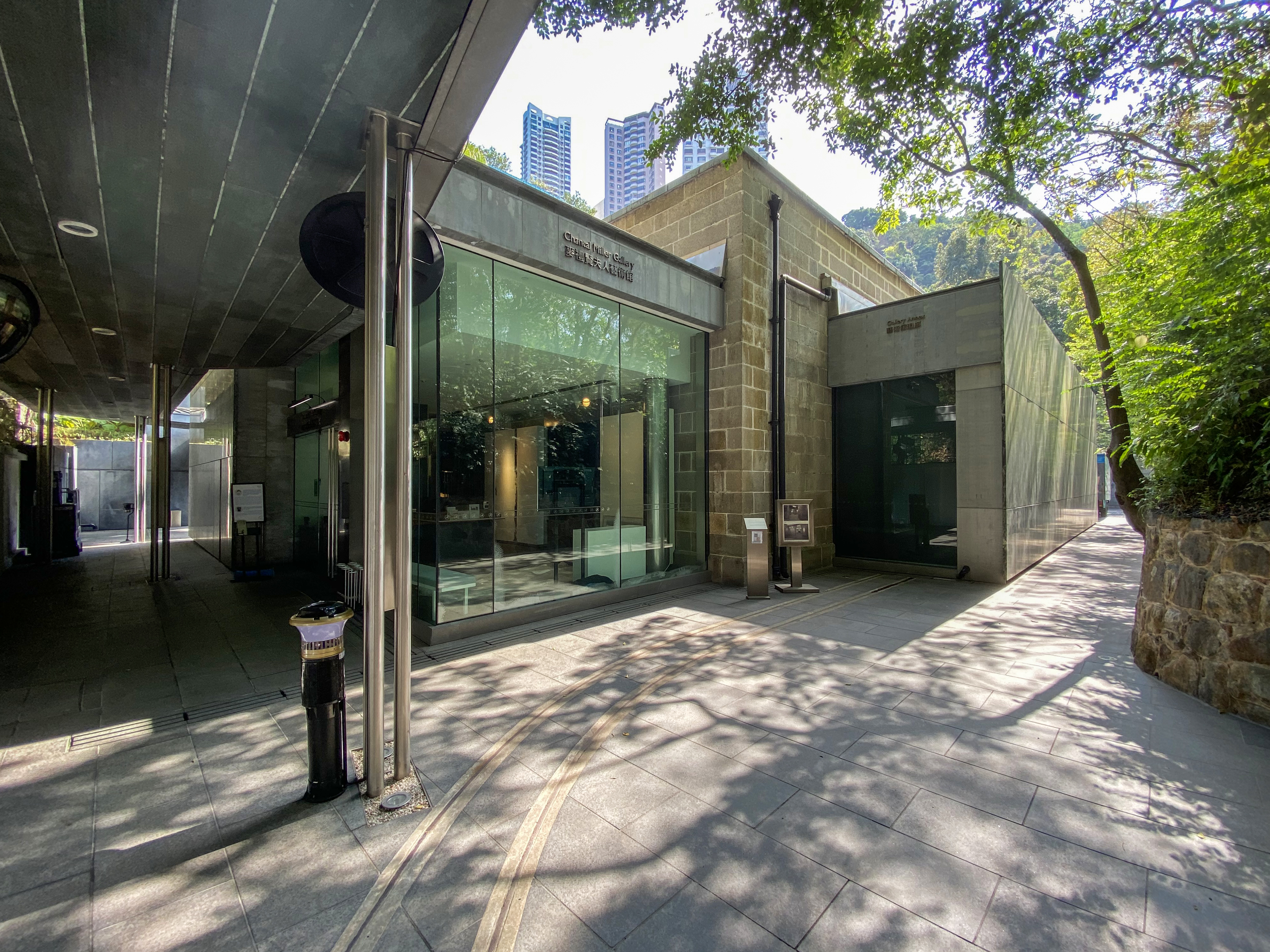
麥禮賢夫人藝術館

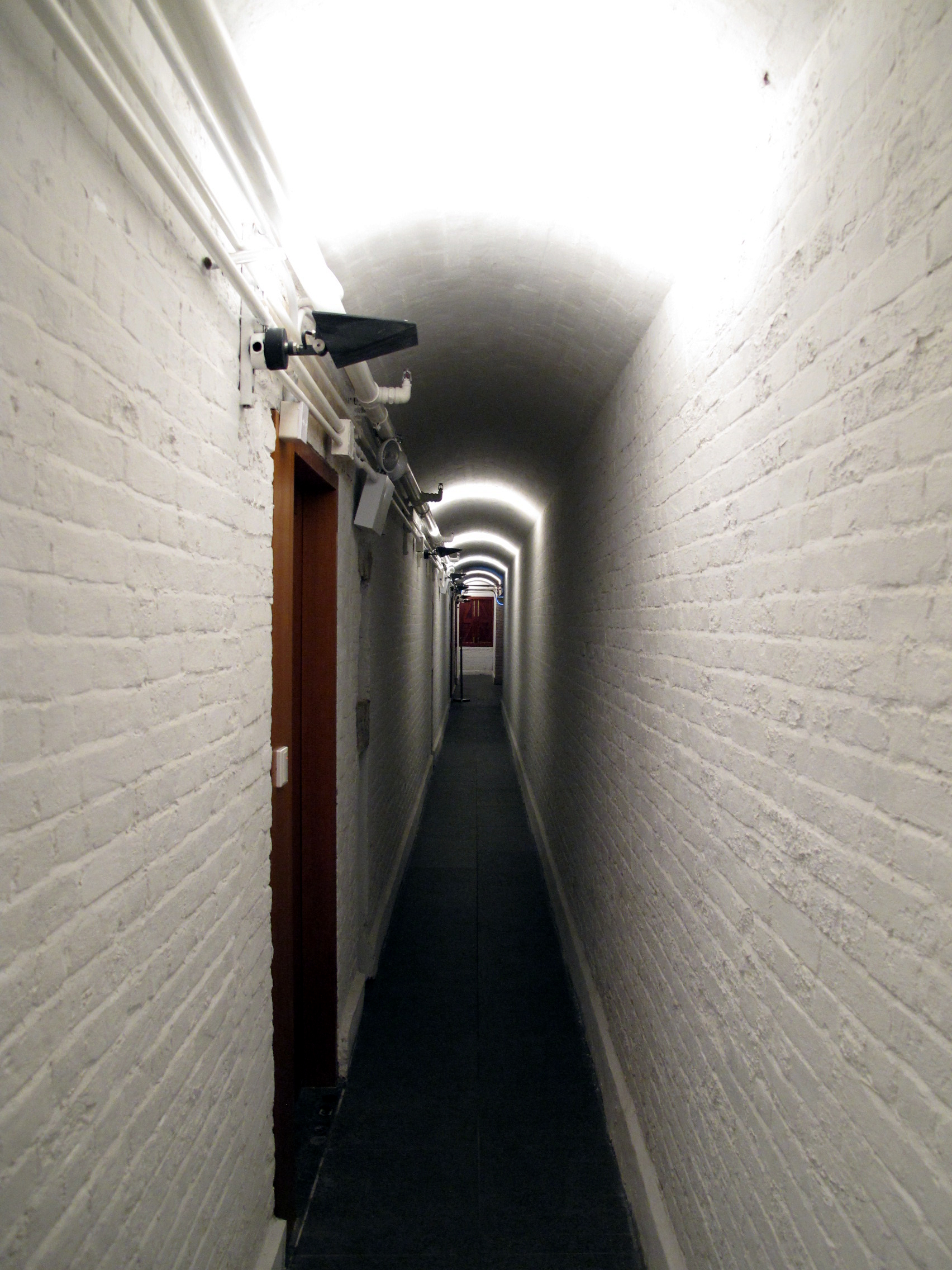
軍火庫B內的原拱型照明廊

建於1863年至1868年間，是混合炸藥的工場，現改為韓禮士行政樓、利國偉廳及瑞信廳。原設於火藥庫的海軍界石，設於工場旁的庭園內。
- 軍火庫A

建於1863年至1868年間，以本地花崗岩為建材，曾用作儲存火藥用途。現改為亞洲協會藝術館。到2015年10月15日改名為麥禮賢夫人藝術館。
- 軍火庫B及照明廊

建於1905年至1907年間，為磚牆建築，曾用作儲存火藥用途。現改為麥禮賢劇場，可容納100名觀眾。原拱型照明廊改為表演者前往更衣室及前台的專用通道。
- 護堤

軍火庫設有兩座人工護堤，分隔軍火工場、軍火庫A及軍火庫B，以防止軍火庫爆炸波及其他設施。在工程中發現4支大炮經修復後被放置在護堤A兩端。

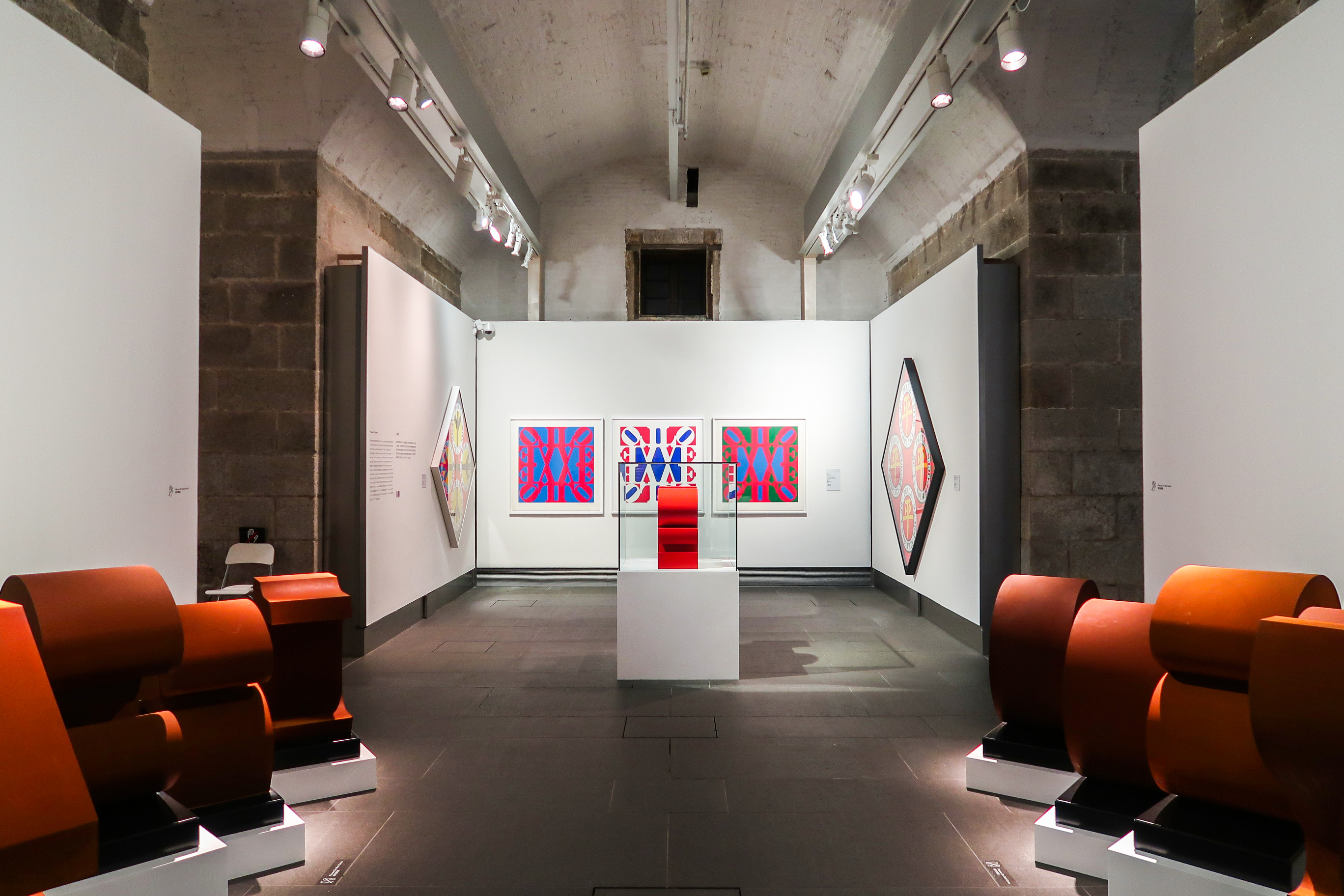
麥禮賢夫人藝術館內貌
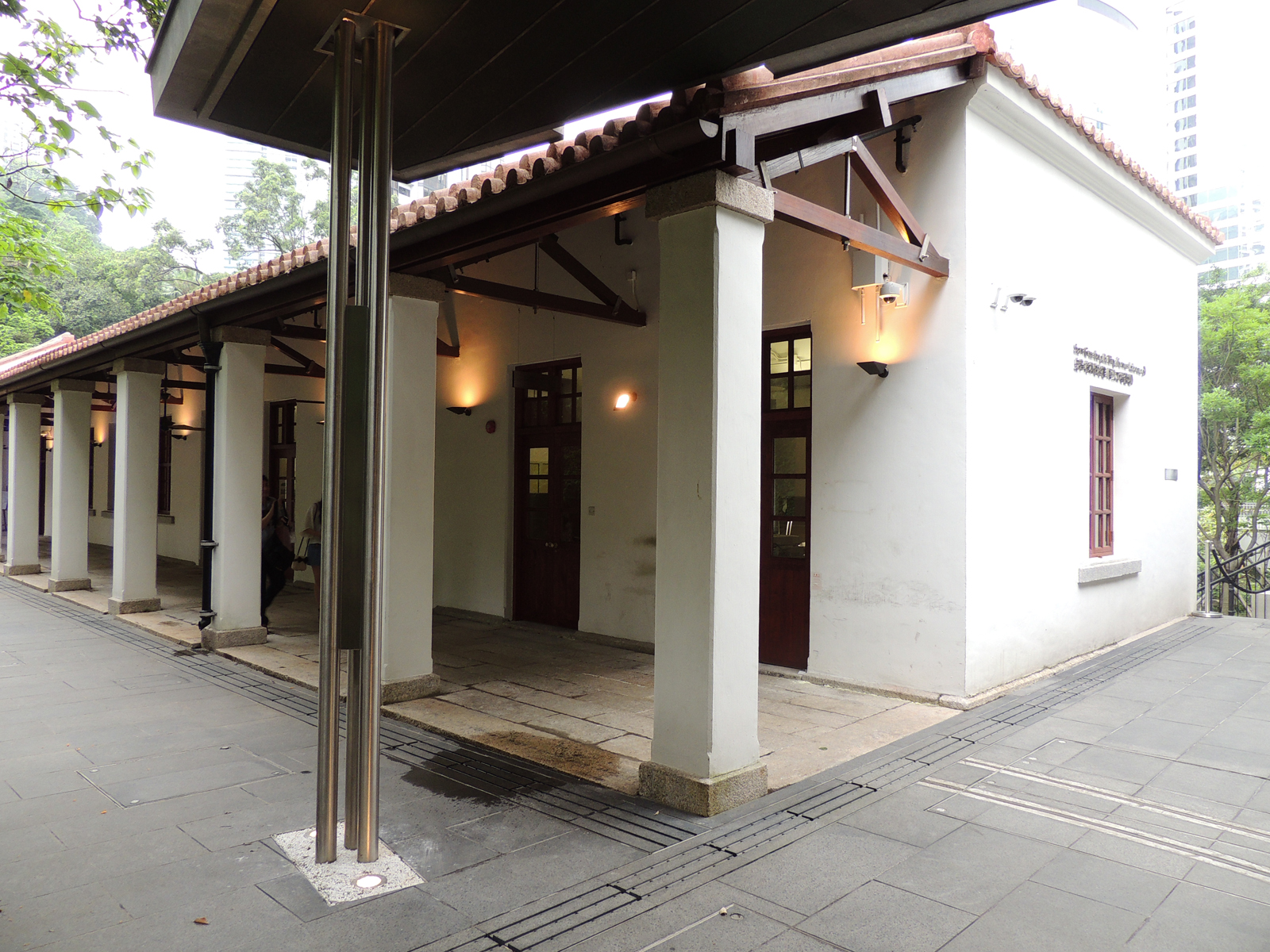
軍火工場
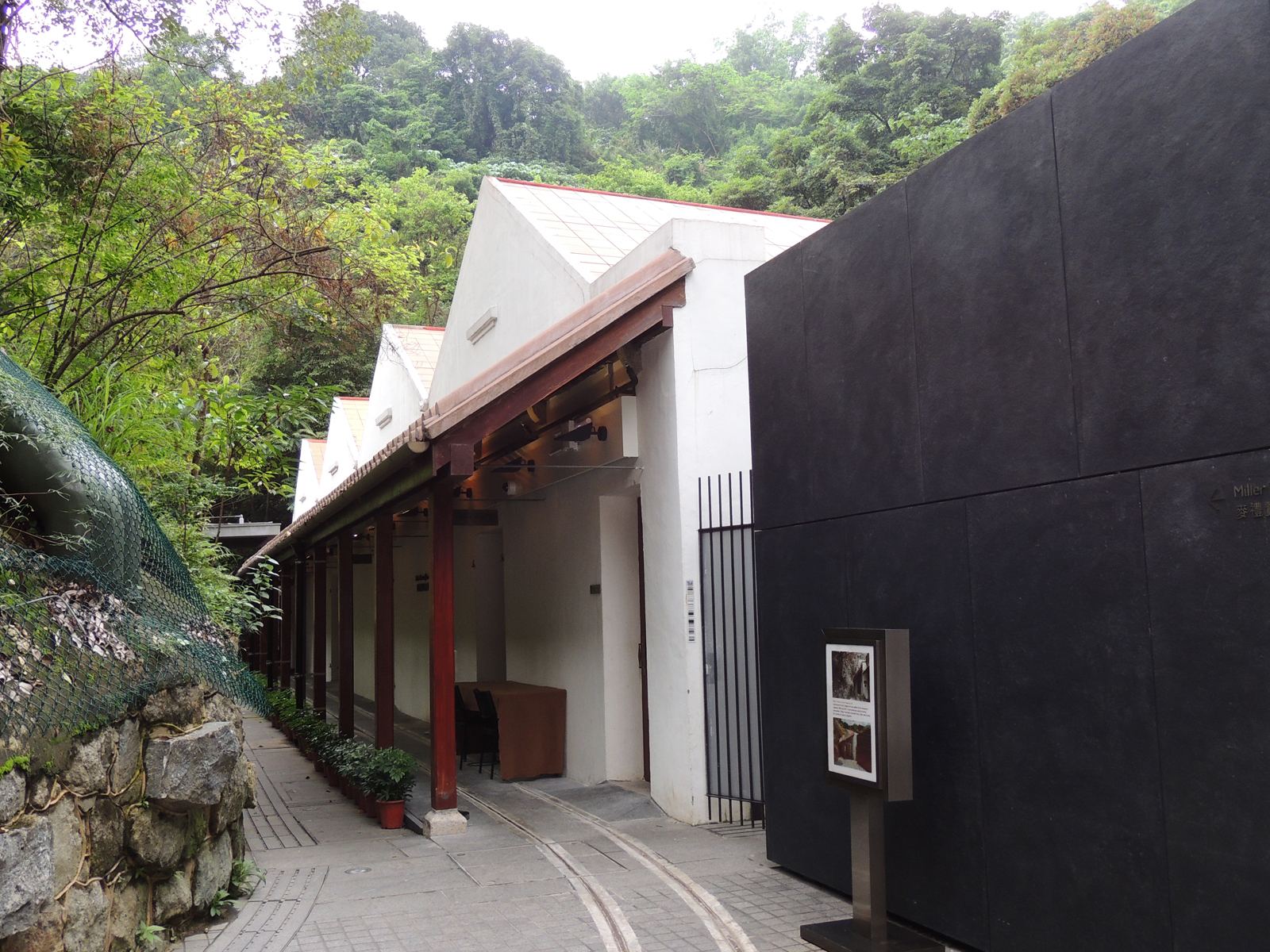
軍火庫B
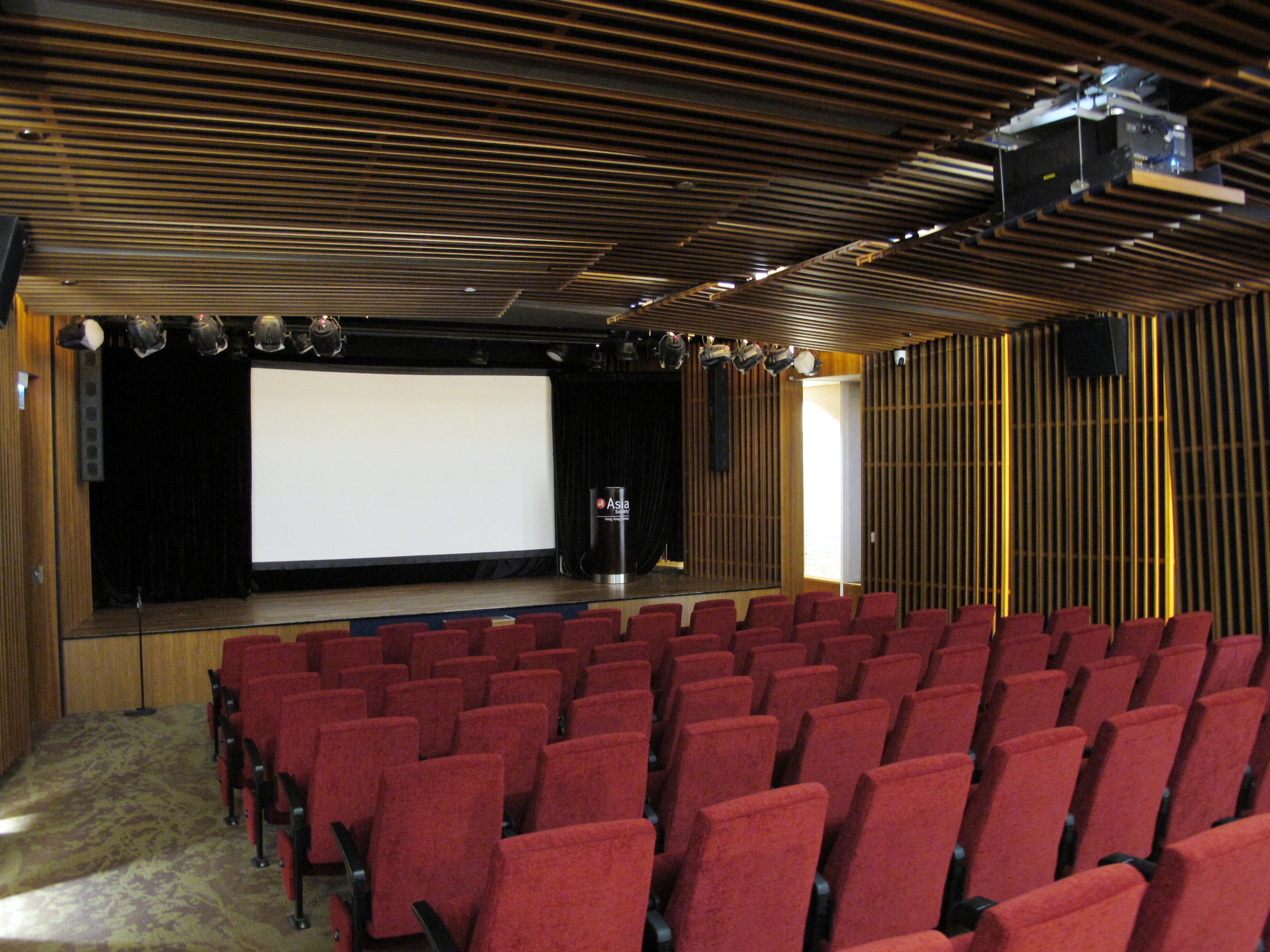
麥禮賢劇場
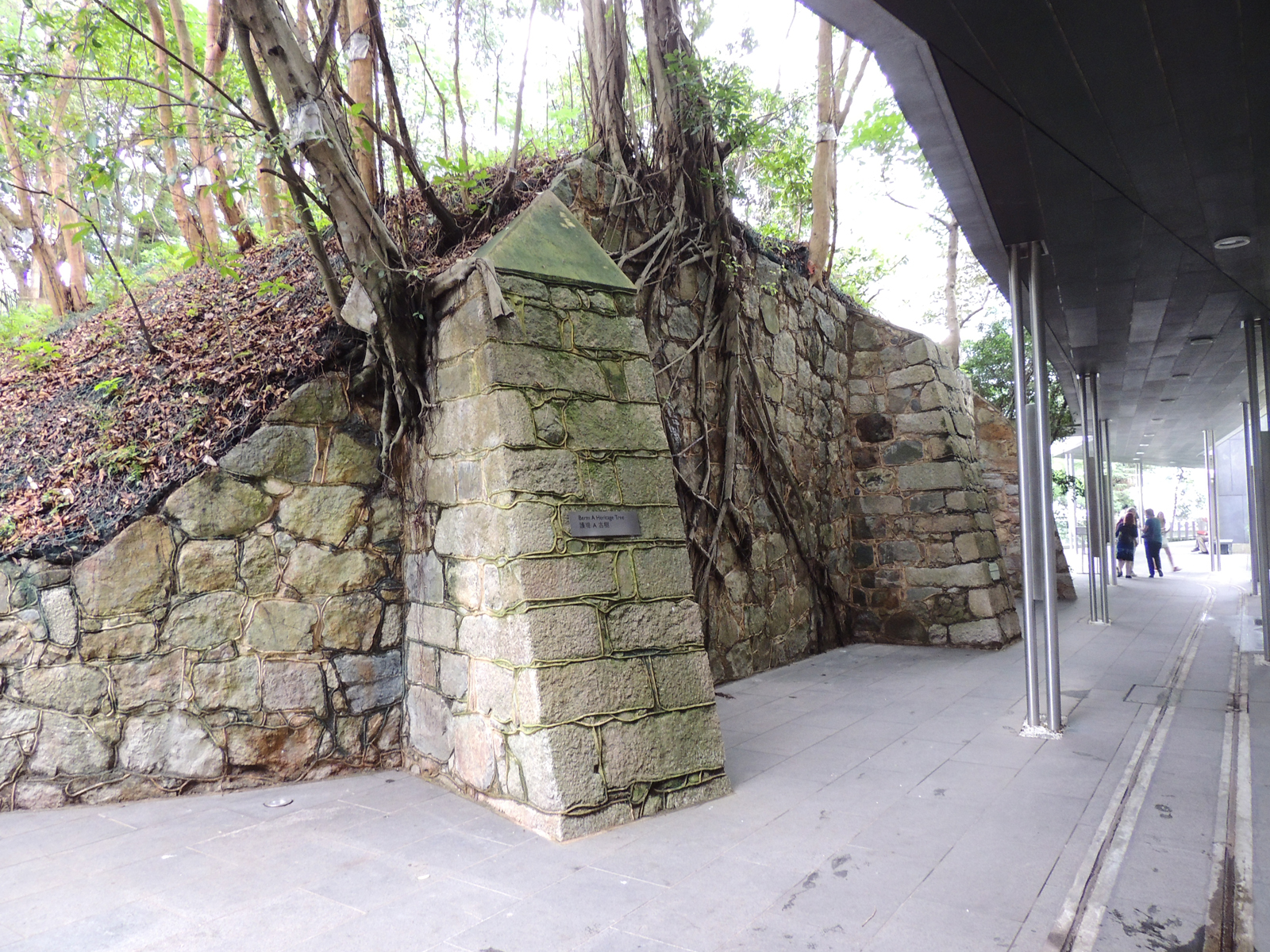
護堤A

## 註腳
1. ↑  . HK.ULifestyle.com.hk.   [2015-05-28]. （原始内容存档于2016-05-31） （中文（香港））.
2. 1 2 3 4 5 6 7 8 9 10  《中心指南》，亞洲協會香港分會，2012年4月
3. 1 2  與保護歷史建築物的發展建議/個案[永久]，香港古物古蹟辨事處
4. ↑  舊軍火庫活化為文化中心 （页面存档备份，存于）《活化歷史建築通訊》第23期，2012年3月
5. ↑  「陳啟宗任主席富豪組織霸路　逾期三年未開放舊軍火庫」《蘋果日報》A02，2011年8月6日
6. ↑  「歷史古迹花二億復修○八年開放 金鐘軍火庫變身藝術中心」《星島日報》A13，2006年2月11日
7. ↑  「金鐘軍營舊址四大炮出土最重一支四噸毗鄰近百師生疏散」《蘋果日報》A20，2008年9月19日
8. ↑  「金鐘軍火庫活化將竣工」《成報》A06，2011年11月4日
9. ↑  前英軍軍火庫將變身為亞洲協會會址[永久]
10. ↑  .   [2021-02-16]. （原始内容存档于2019-02-22）.
11. ↑  英軍軍火庫下月開放 謝絕拍婚照 Archive.today的存檔，存档日期2013-01-07 《明報》 2012年1月11日
12. ↑  陳天權(2012)「與你同遊：軍火庫設計」《大公報》B08，2012年2月13日
13. ↑  Christopher DeWolf. . Zolima CityMag. 2020-02-25  [2020-02-28]. （原始内容存档于2020-12-03） （英语）.

## 外部連結
- 亞洲協會香港中心 （页面存档备份，存于）官方網站